# Live Cannibalism
Live Cannibalism to koncertowy album amerykańskiej grupy deathmetalowej Cannibal Corpse. Wydany został w 2000 roku nakładem Metal Blade Records na płytach CD, DVD oraz kasecie VHS. Nagrania zostały zarejestrowane 16 lutego 2000 roku w klubie Rave w Milwaukee podczas koncertu w ramach trasy Death Metal Massacre. Utwory 3, 5, 6, 12, 15 zostały nagrane 15 lutego tego samego roku w Emerson Theater w Indianapolis.

## Lista utworów
Opracowano na podstawie materiału źródłowego.
| Nr  | Tytuł utworu                           | Muzyka i słowa                              | Długość |
| --- | -------------------------------------- | ------------------------------------------- | ------- |
| 1.  | „Staring Through the Eyes of the Dead” | Barnes, Owen, Webster                       | 4:13    |
| 2.  | „Blowtorch Slaughter”                  | Mazurkiewicz, Webster                       | 2:37    |
| 3.  | „Stripped, Raped and Strangled”        | Barnes, Barrett, Owen, Webster              | 3:38    |
| 4.  | „I Cum Blood”                          | Barnes, Mazurkiewicz, Owen, Rusay, Webster  | 4:12    |
| 5.  | „Covered with Sores”                   | Barnes, Muzurkiewicz, Owen, Rusay, Webster  | 3:43    |
| 6.  | „Fucked with a Knife”                  | Barnes, Webster                             | 2:26    |
| 7.  | „Unleashing the Bloodthirsty”          | Webster                                     | 4:12    |
| 8.  | „Dead Human Collection”                | Mazurkiewicz, O'Brian                       | 2:39    |
| 9.  | „Gallery of Suicide”                   | Mazurkiewicz, Webster                       | 4:11    |
| 10. | „Meat Hook Sodomy”                     | Barnes, Mazurkiewicz, Owens, Rusay, Webster | 5:10    |
| 11. | „Perverse Suffering”                   | Mazurkiewicz, Owen                          | 4:20    |
| 12. | „The Spine Splitter”                   | Mazurkiewicz, Owen                          | 3:31    |
| 13. | „Gutted”                               | Barnes, Mazurkiewicz, Owen, Rusay, Webster  | 3:26    |
| 14. | „I Will Kill You”                      | Webster                                     | 2:47    |
| 15. | „Devoured by Vermin”                   | Barrett, Webster                            | 3:38    |
| 16. | „Disposal of the Body”                 | Fisher, Webster                             | 3:41    |
| 17. | „A Skull Full of Maggots”              | Barnes, Mazukiewicz, Owens, Rusay, Webster  | 2:32    |
| 18. | „Hammer Smashed Face”                  | Barnes, Mazurkiewicz, Owen, Rusay, Webster  | 4:45    |
|     |                                        |                                             | 1:05:41 |